# Torrassa (metrostation)
Torrassa is een station van de metro in Barcelona. Het is gelegen in zone 1 en de wijk L'Hospitalet de Llobregat
Vanaf dit station rijdt metrolijn 1 in de richting Hospital de Bellvitge (west) en Fondo (oost). Het station ligt langs de Avinguda de Catalunya en bij het plein Plaça de Blas Infante Pérez.
Het station is in 1983 geopend aan lijn 1. Sinds 12 februari 2016 is ook de automatische metro bij dit station ingebruik, eerst met lijn 9 en sinds 8 september 2018 ook met lijn 10.
Hospital de Bellvitge · Bellvitge · Av. Carrilet · Rambla Just Oliveras · Can Serra · Florida · Torrassa · Santa Eulàlia · Mercat Nou · Plaça de Sants · Hostafrancs · Espanya · Rocafort · Urgell · Universitat · Catalunya · Urquinaona · Arc de Triomf · Marina · Glòries · Clot · Navas · La Sagrera · Fabra i Puig · Sant Andreu · Torras i Bages · Trinitat Vella · Baró de Viver · Santa Coloma · Fondo
Lijn 9 Zuid
Aeroport T1 · Aeroport T2 · Mas Blau · Parc Nou · Cèntric · El Prat Estació · Les Moreres · Mercabarna · Parc Logístic · Fira · Europa-Fira · Can Tries - Gornal · Torrassa · Collblanc · Zona Universitària
Lijn 9 Noord
La Sagrera · Onze de Setembre · Bon Pastor · Can Peixauet · Fondo · Santa Rosa · Església Major · Singuerlín · Can Zam
Lijn 10 Zuid
ZAL | Riu Vell · 
Ecoparc · Port Commercial | La Factoria · Zona Franca · Foc · Foneria · Ildefons Cerdà | Ciutat de la Justícia · Provençana · Can Tries | Gornal · Torrassa · Collblanc
Lijn 10 Noord
La Sagrera · Onze de Setembre · Bon Pastor · Llefià · La Salut · Gorg